# Hôtel Albert Ier

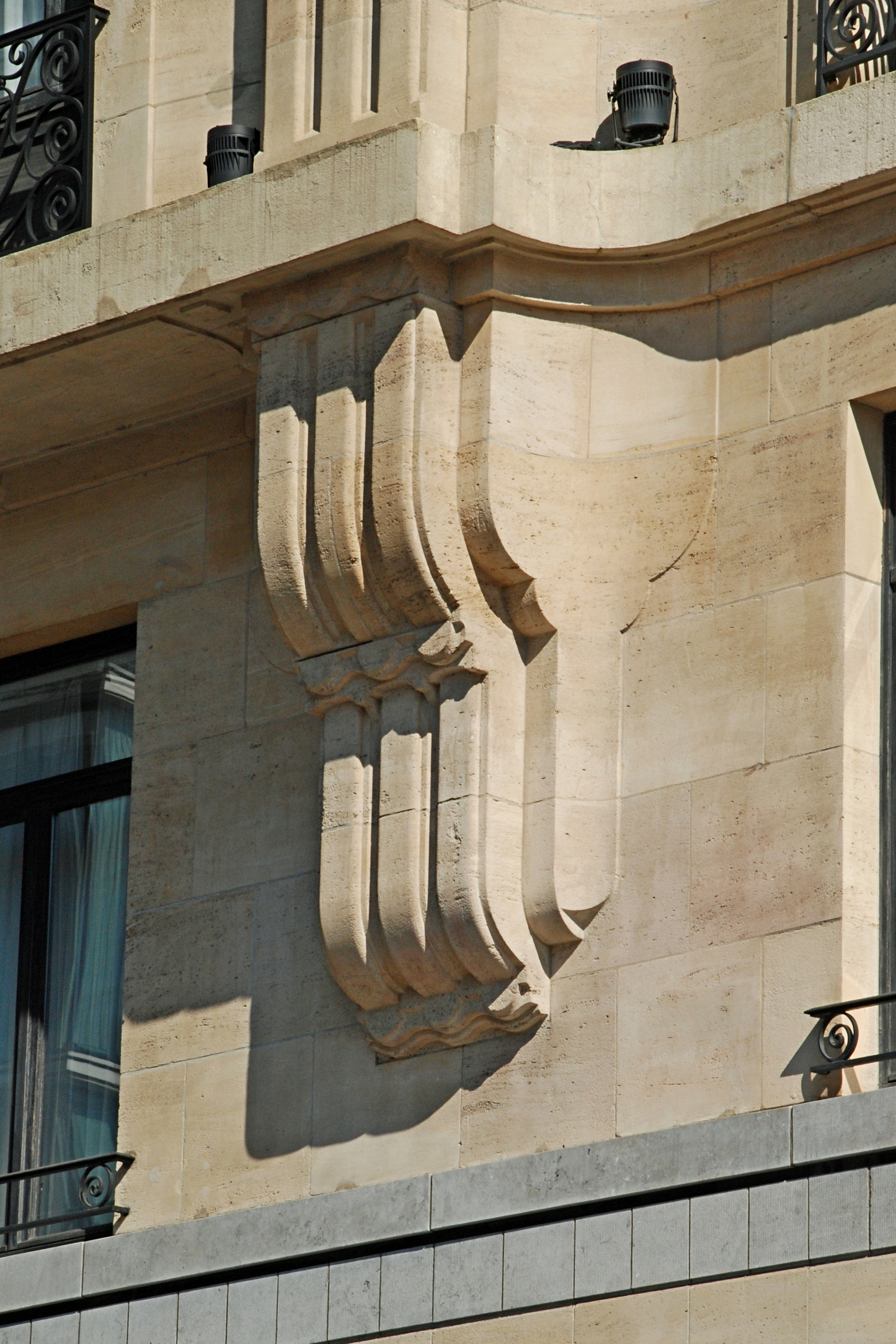
Console.
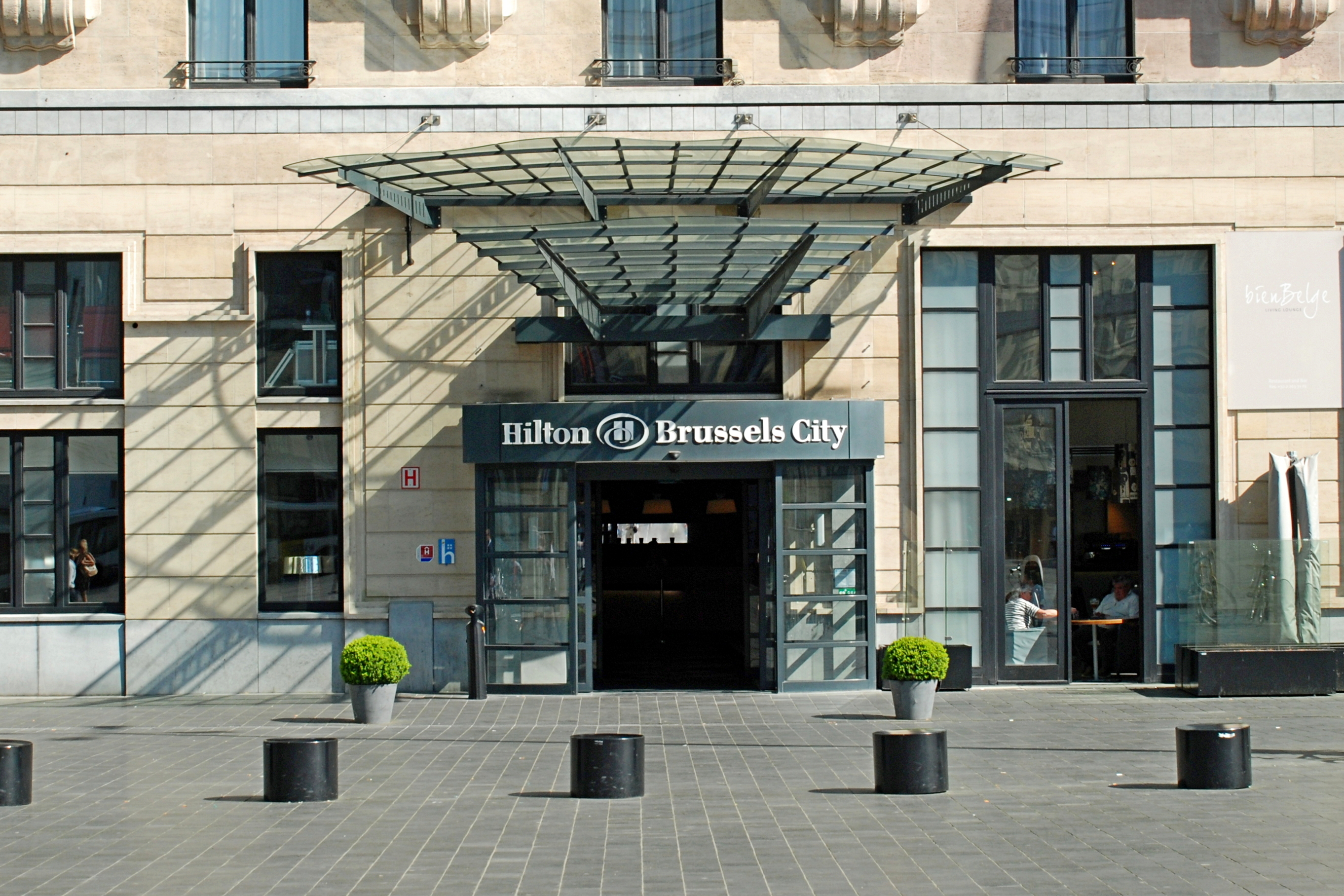
Entrée.
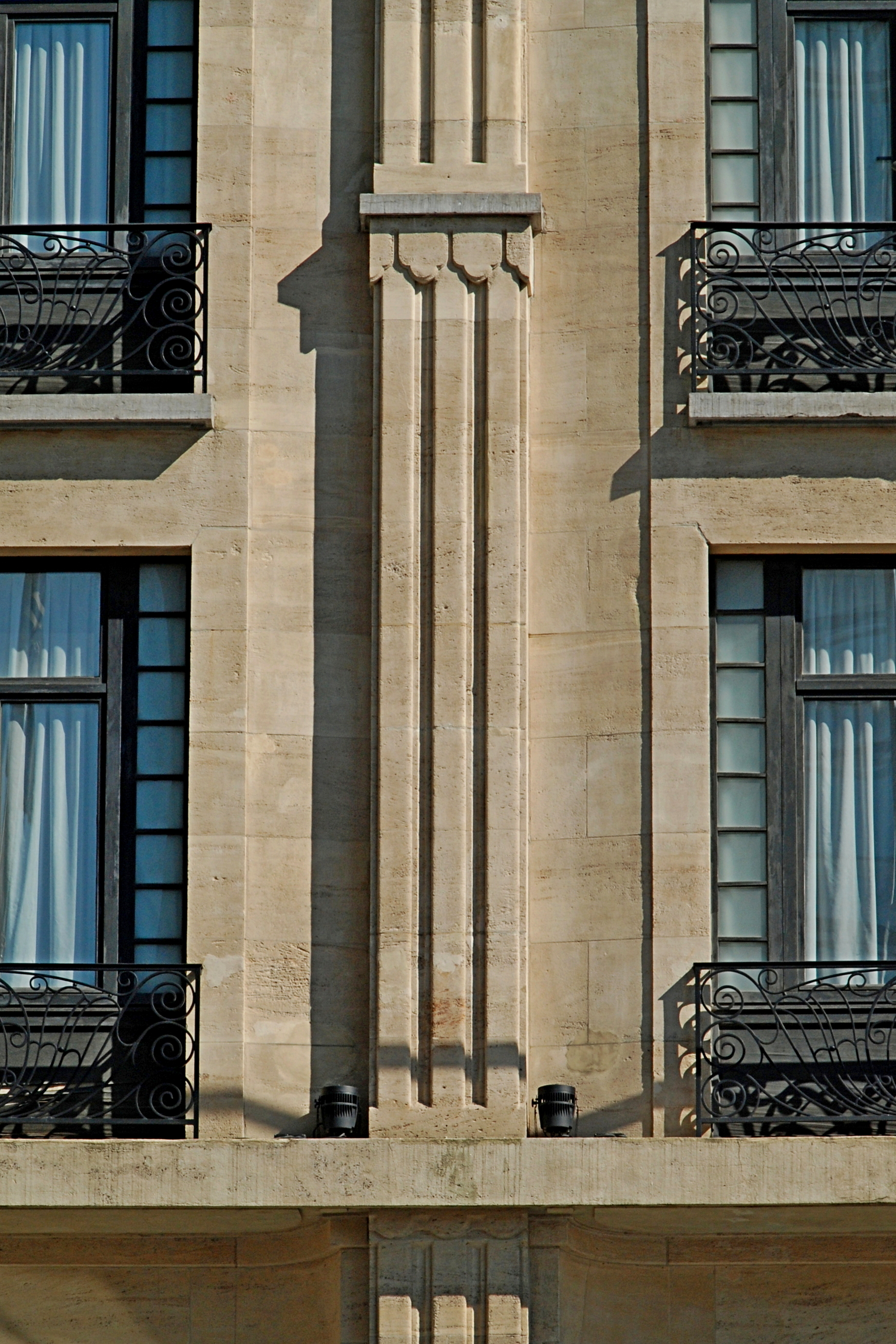
Pilastre.

L'Hôtel Albert Ier est un hôtel de voyageurs de style « Art déco » édifié par l'architecte Michel Polak sur le territoire de la commune de Saint-Josse-ten-Noode à Bruxelles, capitale de la Belgique.

## Localisation
L'hôtel Albert Ier se situe aux numéros 17-21 de la place Charles Rogier.
Il se dresse à côté du Palace Hôtel édifié en style Art nouveau par Adhémar Lener 20 ans auparavant, et face à l'hôtel Siru (de style moderniste et Art déco).
Ces hôtels de style Art déco et Art nouveau sont écrasés par les hautes silhouettes de la Tour Rogier et du Covent Garden de style postmoderne.

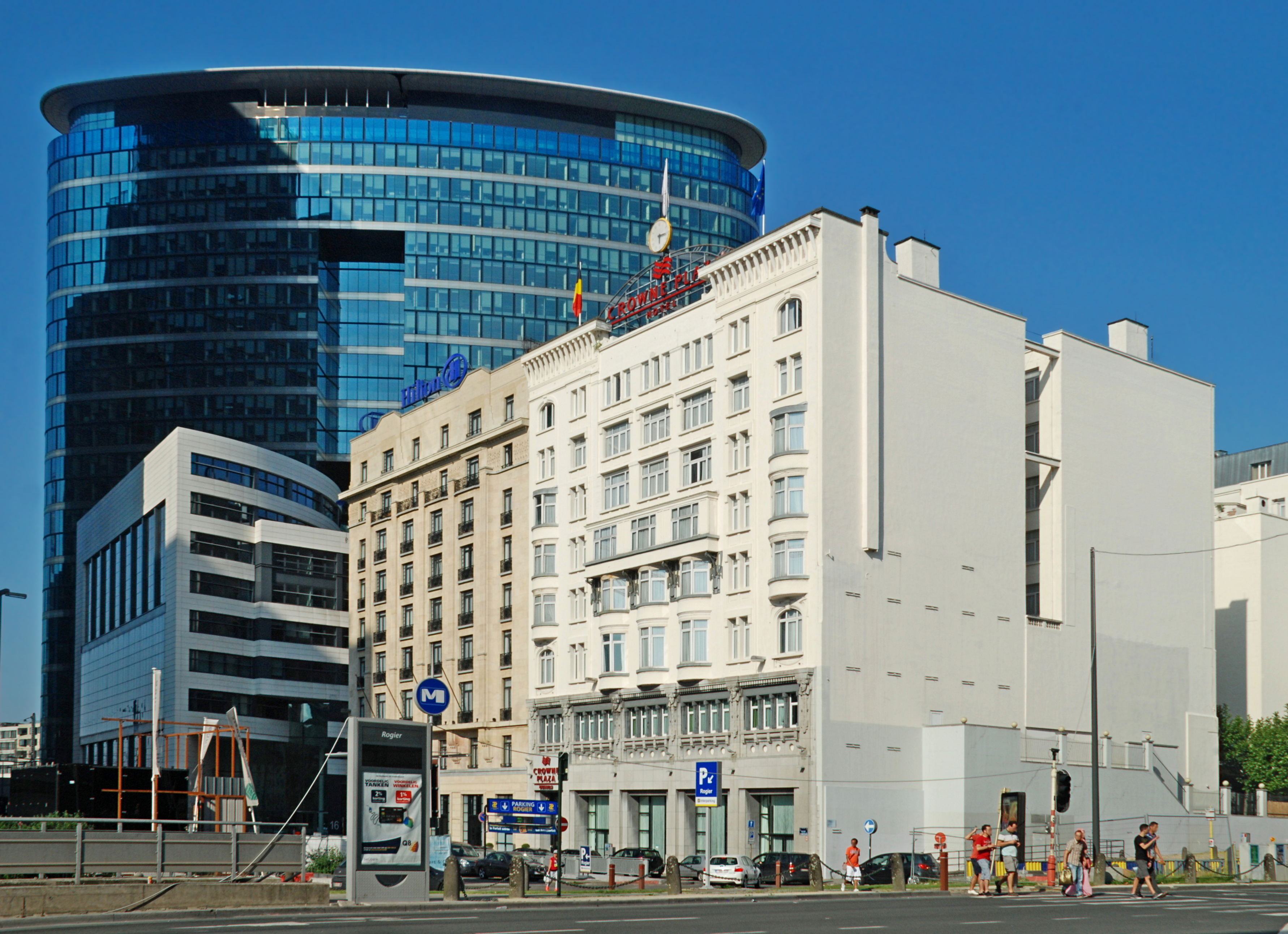
De gauche à droite, le Covent Garden, l'Hôtel Albert Ier et le Palace Hôtel.

## Historique
L'hôtel Albert Ier est le deuxième hôtel érigé par Michel Polak à Bruxelles, après l'hôtel Atlanta  (1924-1928) et avant l'hôtel Plaza (1929-1930). Ces trois hôtels, situés sur l'axe Rogier - De Brouckère, sont construits dans la perspective de loger les visiteurs attendus pour les expositions internationales de 1930 à Liège et Anvers.
L'immeuble (pour la partie situé place Rogier) a été construit en style Art déco en 1927-1928 par l'architecte Michel Polak.
L'hôtel a intégré trois immeubles situés rue Saint-Lazare (face au Covent Garden), dont les façades comptent respectivement deux, trois et quatre travées ainsi qu'un immeuble qui fait l'angle entre la rue Saint-Lazare et la rue Gineste.
Ce dernier immeuble, de style Beaux-Arts (éclectisme du premier tiers du XXe siècle), est signé sur l'angle par l'architecte Albert Poot et est daté de 1920 : il est donc antérieur à l'immeuble de Polak.
En 1987-1988, l'intérieur de l'hôtel a été entièrement refait : il ne conserve rien de son aspect d'origine.

### Immeuble de style Beaux-Arts d'Albert Poot

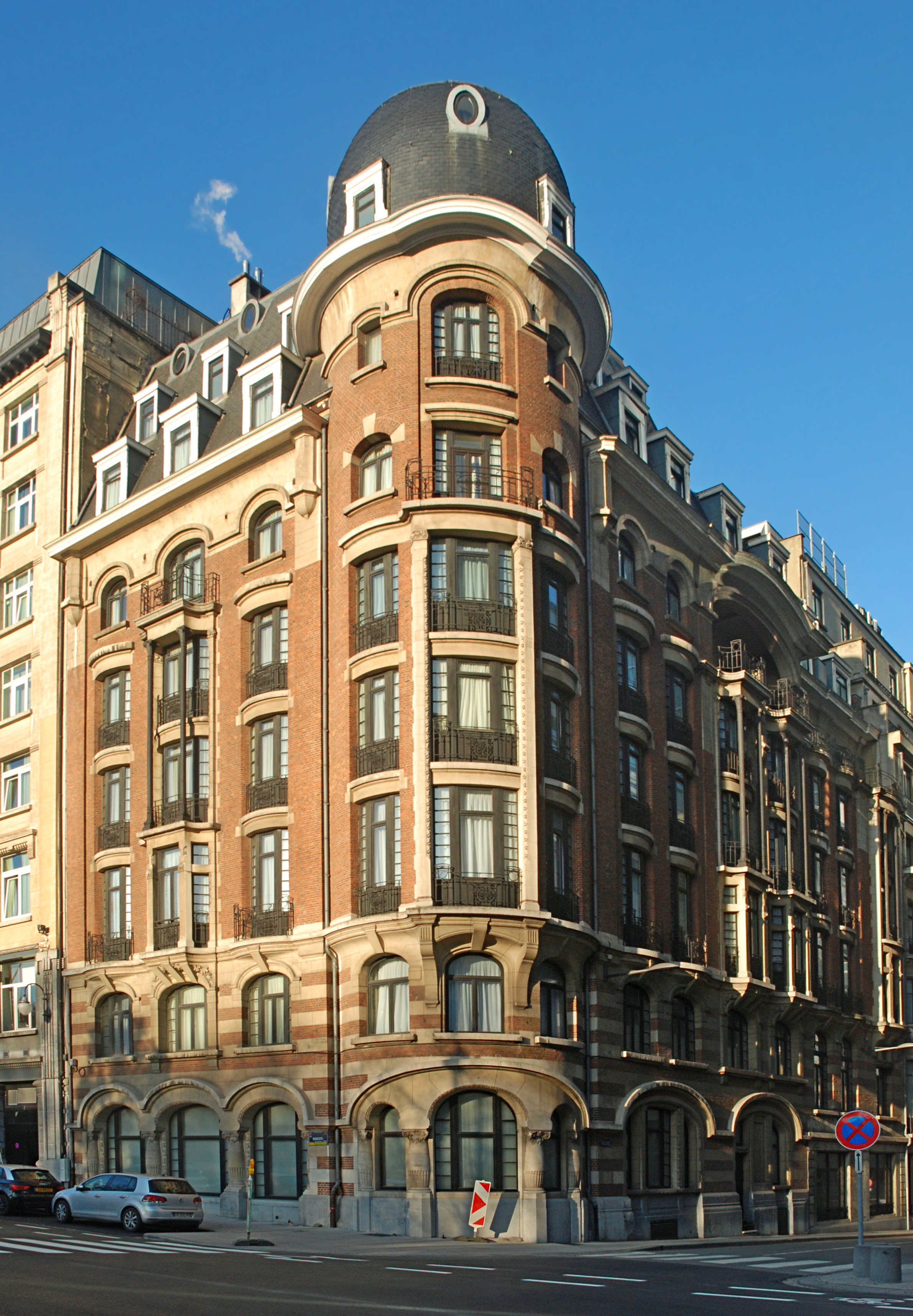
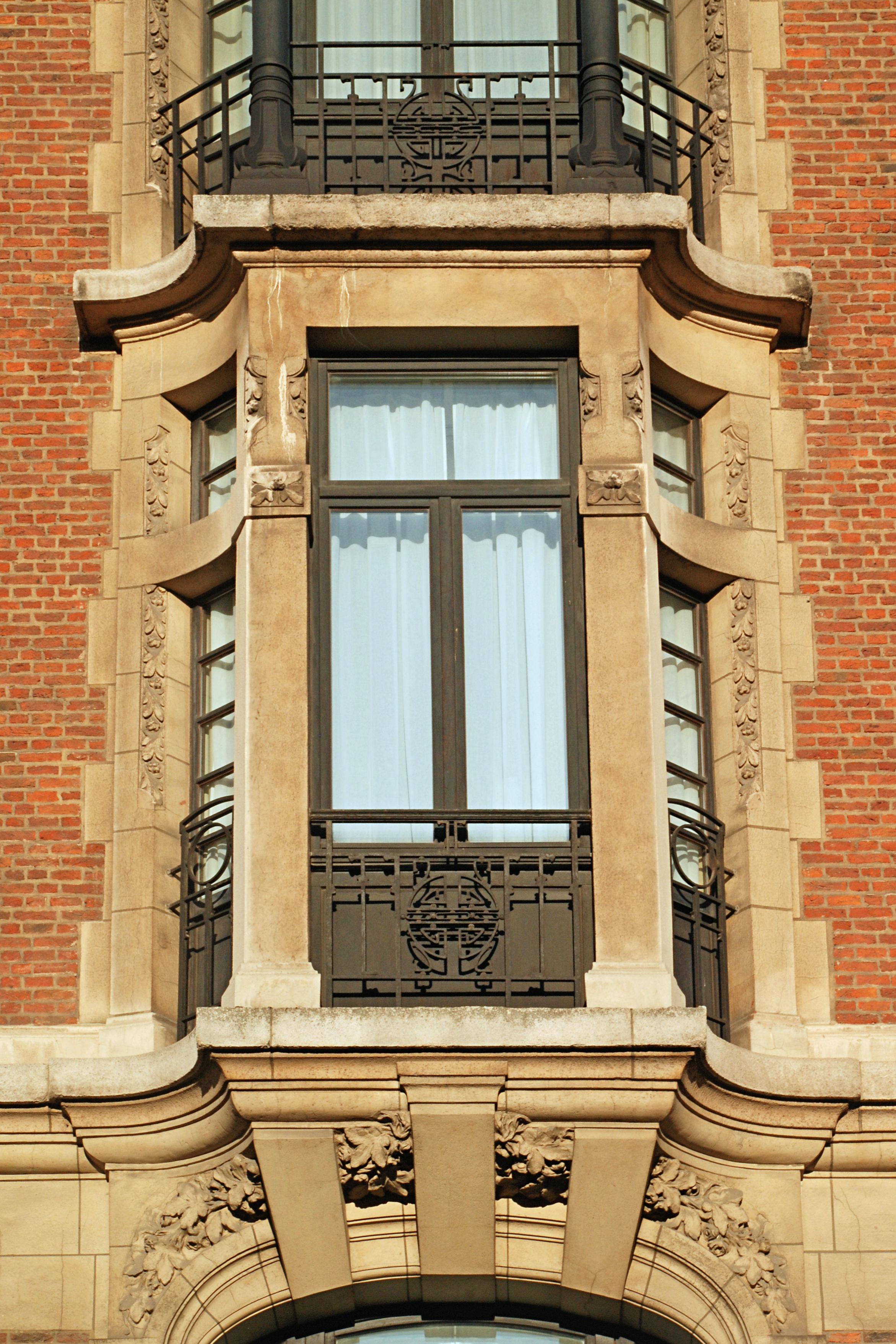
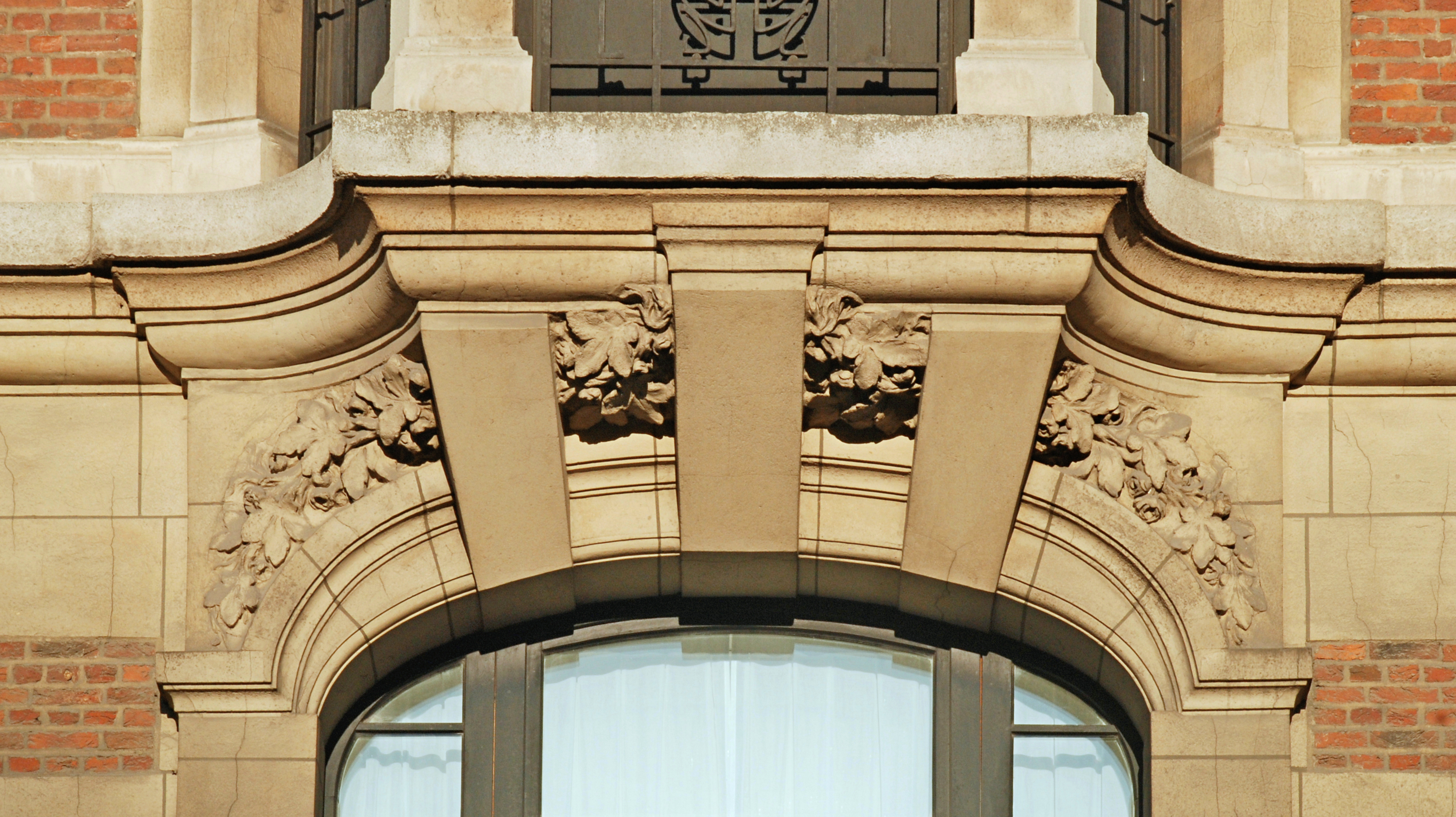
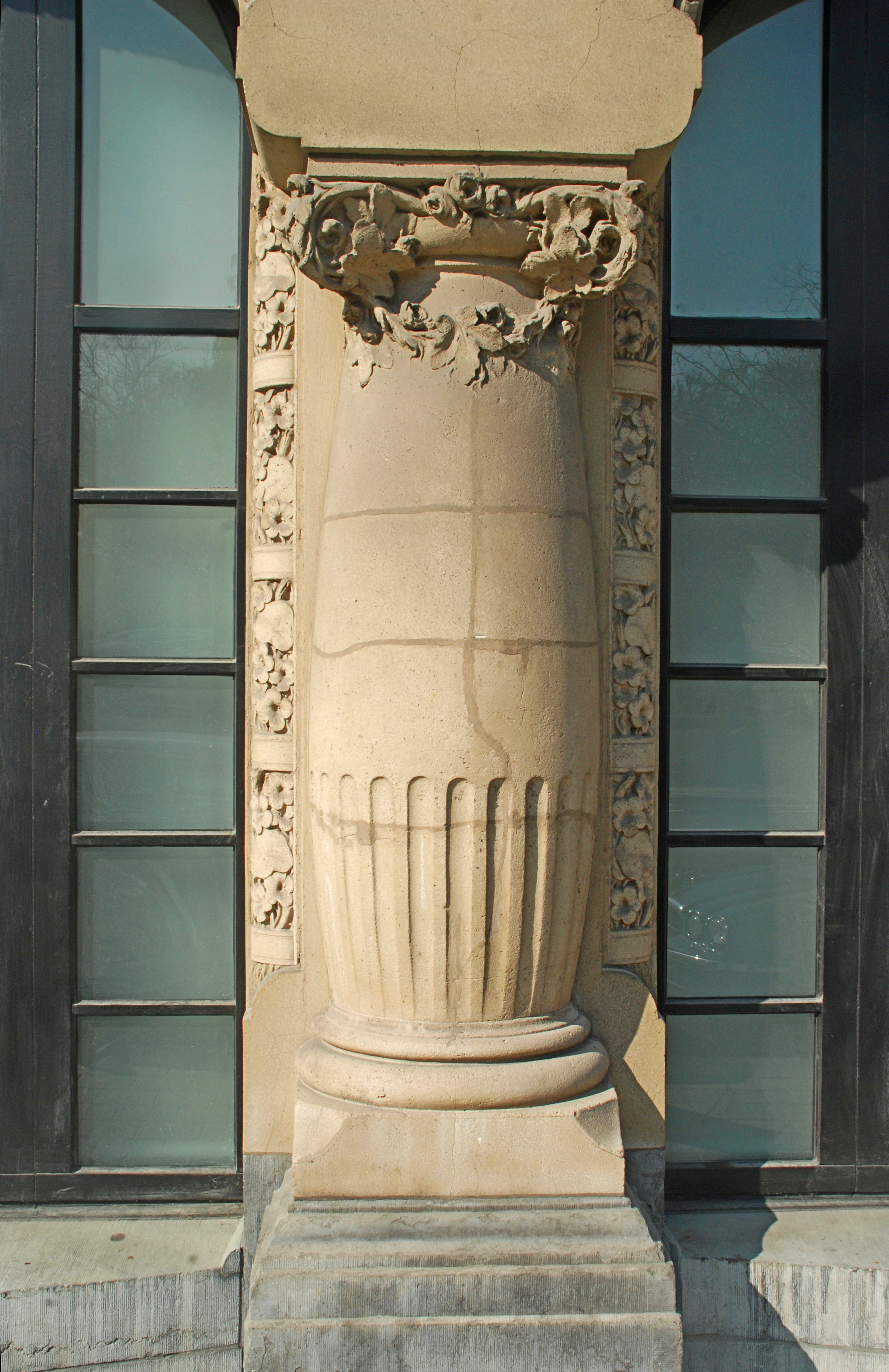

## Architecture

### Hôtel AlbertIer
- Console.
- Entrée.
- Pilastre.

## Accessibilité
| ___ | Ce site est desservi par la station de métro : Rogier. |

 Ce site est desservi par la station de prémétro Rogier.